# 軍事ケインズ主義
軍事ケインズ主義（ぐんじケインズしゅぎ、Military Keynesianism）は、直接的な戦争も含め、景気や経済を調整する目的で多大な軍費を投入する政策である。「戦争を頻繁に行うことを公共政策の要とし、武器や軍需品に巨額の支出を行い、巨大な常備軍を持つことによって豊かな資本主義社会を永久に持続させられるとの主張」。

## ケインズの言葉
「軍事ケインズ主義」という言葉は、決して公共投資を軍事面に向けることから連想してできた訳ではなく、ケインズ自身が直接アメリカ人（とイギリス人）に向かって、戦争準備が大恐慌の傷を受けたアメリカのためになることを主張している。
1939年にケインズは「戦費調達論」で、強制貯蓄の必要性（英国民の犠牲）を説いている。
1940年にケインズは「アメリカ合衆国とケインズプラン」 の中で、戦争準備によりアメリカは大恐慌から復活を遂げるだろうと予見した。
（アメリカの産業経済の巨大な生産力により）あなた方の戦争準備は（英国と違って）犠牲を必要とするどころか、かえって個人の消費をこれまで以上に促進し、それ（戦争準備による消費の促進と米国の復活）はニューディールが成功しても失敗に終わっても米国民に与えることができなかったものになる。

## NSC68
チャルマーズ・ジョンソンによれば、このイデオロギーの誕生は冷戦の初期、米国国務省の政策企画室長であったポール・ニッツェを中心に国家安全保障会議報告書68 (NSC-68) が作成されたことによる。1950年4月14日付けで提出され9月30日に署名されたこの文書は「アメリカ経済は、効率を十分に高めれば、民間消費以外の目的にも膨大なリソースを提供することが可能であり、同時に高い生活水準も維持できる。これが第二次世界大戦の経験から得た最も重要な教訓のひとつである」と結論づけ今日まで続く"公共経済政策"の根幹を決定したとする」。

## 一般的な言説
経済に政府が介入することを主張するケインズ主義の特殊な形態としてとらえられている。

### 経済効果
- 軍需で政府の支出が増大する。これが乗数効果によって波及し消費者の消費が増大する。
- 国が発展途上にある場合、軍隊が学識、技能が低く就職しづらい国民層（地方･農村部の子弟など）を募兵や徴兵の形で雇用することで就労や教育の機会を与える。
- 兵器の開発のための研究が民間の技術の移転、国家の技術力の増進につながる。

### 反対意見
- 経済が軍需産業に依存するようになると私企業である軍産界に政府・軍が操られ政治の私物化につながる。
- 軍事研究は民間部門の生産性向上や国富の強化に寄与するとは限らない。たとえば旧ソ連や北朝鮮などの国は莫大な予算を軍備に振り向けたが、どちらも経済が破綻してしまったほか、ロナルド・レーガンが大統領を務めていたアメリカでも、SDI計画などで防衛費がかさみ1985年に債務国に転落してしまった。
- 軍備は、兵器自体に価格をつけることができるので財として国富の一部を形成するが、一般には道路や港湾・鉄道整備などの公共資本投資とはことなり経済インフラを向上させる方向に機能しない（但し、インターネットやGPSなど軍事への技術投資が民生化されることで新たな市場が形成されることもある）。国際競争を優位に導くための民間設備投資に十分な資本が向かわないので産業の衰退、空洞化を招く。
- 非常に高度な技術を用いる現代の軍隊ではまともに戦える兵士になるまで訓練するのに時間と費用がかかる。そのため少数精鋭主義に傾いており多数の徴兵を前提としている雇用創出の効果は限定的である。
- 現実の軍事衝突を招いた場合、生命や財産が大量に失われ、国土が荒廃することで、当初期待された経済活性化の効果以上の損失をもたらす可能性がある。ある推計によるとアメリカの1940年度のGDPは9,308億ドルであったが1945年度までに国債を累積で20,850億ドルを発行しGDP16,470億ドルと急進させた。この間の貨幣所得は1.75倍（44年に1.82倍）、物価は1.33倍、実質所得は1.32倍となっている。一方、日本のGDPは1940年度に2,097億ドルであったが1945年には1,568億ドルに低下した。また1935年（昭和10年）の国富は1243億円であったが、第二次世界大戦終了時点で失われた国富は496億円との計測がある[4]。
- 国内の雇用が逼迫しており、また資本市場での調達が困難であったり租税が国民的合意を得ることができない（例えば合理的な軍事的危険が存在しない等）水準にあるにも拘らず、追加的な軍事費を増加させることは、クラウディングアウトの経過を生じるなり国民の税負担による可処分所得の減少により企業や個人の投資や消費行動に影響をあたえる可能性がある。

## 関連書籍・論文
- チャルマーズ・ジョンソン「軍事ケインズ主義の終焉」（岩波書店『世界』2008年4月号）
- 大橋陽「「軍産複合体」再考」『一橋論叢』第123巻第6号、日本評論社、2000年6月、950-965頁、doi:10.15057/10507、ISSN 00182818、NAID 110000316654。
- 森杲「アメリカ国防経済論の形成過程:第2次大戦後の経済政策における軍事要因」『經濟學研究』第36巻第3号、北海道大学經濟學部、1986年12月、391-424頁、ISSN 04516265、NAID 120000951466。